# Исмагулов, Дамир Амангельдыевич
Дами́р Амангельди́евич Исмагу́лов (каз. Дамир Амангелдіұлы Исмағұлов; род. 3 февраля, 1991 год, Ударный, Оренбургская область, Россия) — российский боец смешанных боевых единоборств, казахского происхождения. Выступает на профессиональном уровне с 2014 года в лёгкой весовой категории. Известен по участию в турнирах бойцовских организаций UFC, M-1 Global и др.

## Биография
Дамир Исмагулов родился 3 февраля 1991 года в посёлке Ударный Первомайского района Оренбургской области. По национальности — казах. Происходит из рода байбакты племени байулы.
В детстве играл в футбол, увлекался ездой на лошадях, пробовал себя в лёгкой атлетике. Впоследствии переехал на постоянное жительство в Оренбург, поступив в Институт физической культуры и спорта Оренбургского государственного педагогического университета.

### Любительская карьера
Будучи студентом, занимался разными видами единоборств, выполнил нормативы мастера спорта по универсальному бою и по армейскому рукопашному бою. С 2011 года выступал в ММА на любительском уровне, в 2014 году после победы на Кубке России удостоился звания мастера спорта по смешанным боевым единоборствам.

### Начало профессиональной карьеры
Дебютировал в смешанных единоборствах на профессиональном уровне в октябре 2014 года на турнире «Золото скифов» в Оренбурге, выиграл у своего соперника техническим нокаутом в первом же раунде.
Представлял оренбургский клуб «Боец» и команду «Новый Поток», проходил подготовку в школе «Шторм» под руководством Александра Шлеменко.

### M-1 Global
Начиная с 2015 года являлся бойцом крупного российского промоушена M-1 Global, где в общей сложности одержал десять побед и потерпел одно поражение.
В мае 2017 года, выиграв техническим нокаутом у Максима Дивнича, завоевал вакантный титул чемпиона M-1 в лёгкой весовой категории. Впоследствии дважды защитил полученный чемпионский пояс, взяв верх над такими бойцами как Раул Тутараули и Артём Дамковский.

### Ultimate Fighting Championship
Находясь на серии из 11 побед, в 2018 году Исмагулов подписал долгосрочный контракт с крупнейшей бойцовской организацией мира Ultimate Fighting Championship. В дебютном поединке в октагоне UFC единогласным решением судей выиграл у австралийца Алекса Горджиса.
В 2019 году по очкам победил испанца Хоэля Альвареса и бразильца Тиагу Мойзиса.
Подписав контракт с UFC в 2018 году, Дамир Исмагулов провел шесть поединков под баннером сильнейшей лиги мира, одержав пять побед и потерпев одно поражение. Его единственная неудача пришлась на бой с Арманом Царукяном, которому он уступил единогласным решением 17 декабря на UFC Fight Night 216 в Лас-Вегасе.
По имеющейся информации, бой с Царукяном стал последним для Исмагулова по действующему контракту с UFC.

## Статистика в профессиональном ММА
| Боёв 30  | Побед 27 | Поражений 3 |
| -------- | -------- | ----------- |
| Нокаутом | 14       | 0           |
| Сдачей   | 1        | 0           |
| Решением | 12       | 3           |

| Результат  | Рекорд | Соперник                    | Способ                      | Турнир                                                 | Дата             | Раунд | Время | Место                   | Примечание                                               |
| ---------- | ------ | --------------------------- | --------------------------- | ------------------------------------------------------ | ---------------- | ----- | ----- | ----------------------- | -------------------------------------------------------- |
| Победа     | 27-3   | Алан Патрик                 | TKO (удары руками)          | Alash Pride 108 - Ismagulov vs. Patrick                | 27 мая 2025      | 2     | 4:33  | Казахстан, Астана       |                                                          |
| Победа     | 26-3   | Обердан Виейра Тенорио      | KO (удар ногой с разворота) | Alash Pride 100 - Ismagulov vs. Martins                | 21 сентября 2024 | 1     | 2:12  | Казахстан, Актобе       |                                                          |
| Победа     | 25-3   | Дмитрий Климов              | Единогласное решение        | Hardcore FC: Brandao vs. Kasimbay                      | 13 июля 2024     | 3     | 5:00  | Казахстан, Алматы       |                                                          |
| Поражение  | 24-3   | Грант Доусон                | Единогласное решение        | UFC on ESPN: Стрикленд vs. Магомедов                   | 1 июля 2023      | 3     | 5:00  | Лас-Вегас, США          |                                                          |
| Поражение  | 24-2   | Арман Царукян               | Единогласное решение        | UFC Fight Night: Каннонье vs. Стрикленд                | 17 декабря 2022  | 3     | 5:00  | Лас-Вегас, Невада, США  |                                                          |
| Победа     | 24-1   | Гурам Кутателадзе           | Раздельное решение          | UFC on ESPN: Kattar vs. Emmett                         | 18 июня 2022     | 3     | 5:00  | Остин, США              |                                                          |
| Победа     | 23-1   | Рафаэл Алвис                | Единогласное решение        | UFC Fight Night: Font vs. Garbrandt                    | 22 мая 2021      | 3     | 5:00  | Лас-Вегас, США          |                                                          |
| Победа     | 22-1   | Тиагу Мойзес                | Единогласное решение        | UFC Fight Night: Andrade vs. Zhang                     | 31 августа 2019  | 3     | 5:00  | Шэньчжэнь, Китай        |                                                          |
| Победа     | 21-1   | Хоэль Альварес              | Единогласное решение        | UFC Fight Night: Błachowicz vs. Santos                 | 23 февраля 2019  | 3     | 5:00  | Прага, Чехия            |                                                          |
| Победа     | 20-1   | Алекс Горджис               | Единогласное решение        | UFC Fight Night: dos Santos vs. Tuivasa                | 2 декабря 2018   | 3     | 5:00  | Аделаида, Австралия     |                                                          |
| Победа     | 19-1   | Артём Дамковский            | TKO (травма руки)           | M-1 Challenge 94: Ismagulov vs. Damkovsky              | 15 января 2018   | 1     | 3:53  | Оренбург, Россия        | Защитил титул чемпиона M-1 в лёгком весе.                |
| Победа     | 18-1   | Раул Тутараули              | Единогласное решение        | M-1 Challenge 88: Ismagulov vs. Tutarauli 2            | 22 февраля 2017  | 5     | 5:00  | Москва, Россия          | Защитил титул чемпиона M-1 в лёгком весе.                |
| Победа     | 17-1   | Рожериу Матиас да Консейсан | Единогласное решение        | M-1 Challenge 85: Ismagulov vs. Karranca               | 10 ноября 2017   | 3     | 5:00  | Москва, Россия          | Нетитульный бой.                                         |
| Победа     | 16-1   | Максим Дивнич               | TKO (удары руками)          | M-1 Challenge 78: Divnich vs. Ismagulov                | 26 мая 2017      | 5     | 4:47  | Оренбург, Россия        | Выиграл вакантный титул чемпиона M-1 в лёгком весе.      |
| Победа     | 15-1   | Морган Хероуд               | TKO (удары руками)          | M-1 Challenge 74: Yusupov vs. Puetz                    | 18 февраля 2017  | 3     | 1:31  | Санкт-Петербург, Россия | Бой в промежуточном весе 72,1 кг.                        |
| Победа     | 14–1   | Мурат Бахторазов            | TKO (удары)                 | Alash Pride FC                                         | 15 декабря 2016  | 1     | 3:52  | Казахстан, Алматы       | Финал Alash Pride FC в лёгком весе.                      |
| Победа     | 13–1   | Айбек Нурсеит               | TKO (удары)                 | Alash Pride FC                                         | 15 декабря 2016  | 1     | 4:03  | Казахстан, Алматы       | Полуфинал Alash Pride FC в легком весе.                  |
| Победа     | 12–1   | Темирлан Айсадилов          | TKO (удары)                 | Alash Pride FC                                         | 15 декабря 2016  | 2     | 2:49  | Казахстан, Алматы       | Четвертьфинал Alash Pride FC в легком весе.              |
| Победа     | 11-1   | Рубенилтон Перейра          | Единогласное решение        | M-1 Challenge 72: Kunchenko vs. Abdulaev 2             | 18 ноября 2016   | 3     | 5:00  | Москва, Россия          | Бой в промежуточном весе 73 кг. Бой вечера.              |
| Победа     | 10-1   | Ильяс Чингизбек             | Единогласное решение        | Naiza Fighter Championship 6                           | 16 сентября 2016 | 5     | 5:00  | Актау, Казахстан        | Бой в промежуточном весе 73 кг.                          |
| Победа     | 9-1    | Раул Тутараули              | TKO (удары руками)          | M-1 Challenge 66: Nemkov vs. Yusupov                   | 27 мая 2016      | 3     | 3:49  | Оренбург, Россия        | Бой вечера.                                              |
| Победа     | 8-1    | Вячеслав Тен                | Сдача (удушение сзади)      | M-1 Challenge 65: Emeev vs. Falcao                     | 8 апреля 2016    | 1     | 2:31  | Санкт-Петербург, Россия |                                                          |
| Победа     | 7-1    | Геннадий Сысоев             | TKO (сдача)                 | Scythian Gold: MMA Fight Night                         | 4 марта 2016     | 3     | N/A   | Оренбург, Россия        |                                                          |
| Победа     | 6-1    | Хавьер Фуэнтес              | TKO (удары руками)          | OMMAF: Scythian Gold 2015                              | 21 ноября 2015   | 1     | N/A   | Оренбург, Россия        |                                                          |
| Поражение  | 5-1    | Рамазан Эсенбаев            | Единогласное решение        | M-1 Challenge 61: Battle of Narts                      | 20 сентября 2015 | 3     | 5:00  | Назрань, Россия         |                                                          |
| Победа     | 5-0    | Педро Эухенио Гранхо        | TKO (удары руками)          | M-1 Challenge 59: Battle of Nomads 5                   | 3 июля 2015      | 1     | 2:53  | Астана, Казахстан       | Бой в промежуточном весе 71 кг; Исмагулов не сделал вес. |
| Победа     | 4-0    | Сергей Андреев              | Единогласное решение        | M-1 Challenge 57: Battle in the Heart of the Continent | 2 мая 2015       | 3     | 5:00  | Оренбург, Россия        |                                                          |
| Победа     | 3-0    | Фуад Алиев                  | Единогласное решение        | Kazakhstan MMA Federation: Battle of Nomads 3          | 11 апреля 2015   | 3     | 5:00  | Уральск, Казахстан      |                                                          |
| Победа     | 2-0    | Эльдар Магомедов            | TKO (удары руками)          | Kazakhstan MMA Federation: Battle of Nomads 2          | 30 ноября 2014   | 1     | 4:32  | Алма-Ата, Казахстан     |                                                          |
| Победа     | 1-0    | Давид Бачкаи                | TKO (удары руками)          | OMMAF: Scythian Gold 2014                              | 18 октября 2014  | 1     | 3:57  | Оренбург, Россия        | Дебют в лёгком весе.                                     |
| Источники: |        |                             |                             |                                                        |                  |       |       |                         |                                                          |